# チャールズ・キンドルバーガー
チャールズ・キンドルバーガー（Charles P. Kindleberger、1910年10月12日 - 2003年7月7日）は、アメリカ合衆国の経済学者・歴史学者。専門は国際経済学、国際金融論、経済史。

## 研究
アメリカ陸軍に少佐として従軍したのち、連邦準備銀行（FRB）のエコノミストになる。第2次世界大戦後にはマーシャル・プランの立案に関わり、1948年にマサチューセッツ工科大学の教授に就任した。その研究は理論の証明ではなく、史実の検証によって結論を導き出すという姿勢で進められた。興味深い事例の収集・検証・分類を重視するため、自然科学者のように取り組んだといわれている。経済学者のロバート・ソローは、キンドルバーガーの研究をビーグル号で航海した時のチャールズ・ダーウィンにたとえた。キンドルバーガーのデータ収集が活かされた著作『金融恐慌は再来するか』は、バブル経済と金融危機に関する経済書として現在でも影響力を持っている。
キンドルバーガーは、バブル経済について、いくつかの明快なパターンを見出した。
1. 資産価格バブルは、信用拡大に依存する。貸し手が、所得が増える見込みのない借り手に積極的に融資するパターンがある[2]。
2. 資産価格バブルは、見過ごされたリスクが存在する。貸し手は、新しい債務商品が安全であると信じており、こうした安全に見える債務（債券）によってバブルが増幅される[3]。

戦後、もっとも成功した『国際経済学』（原書1953年）は、新たにE.デスプレスとW・S・サラントという共著者を加えて、現在も売れ続けている。専門の国際経済学と国際金融論だけが唯一の関心ではなく、経済史にも顕著な貢献をしており、世界不況、金融恐慌、資本移動、経済大国興亡等々問題が挙げられる。『ヨーロッパの戦後の成長と労働供給の役割』（原書1967年）において、第2次世界大戦後数年間の西欧の爆発的成長に関し、旧東ドイツ、トルコ、ユーゴスラヴィア、スペイン、アルジェリアの外国人労働者がいなければドイツおよびフランスの経済的奇跡はなかったであろうと論じた。彼の著作は、優れた文体というだけでなく、気品と魅力が感じられるといわれる。
晩年のキンドルバーガーは、不動産市場に注目していた。2002年のウォールストリートジャーナルのインタビューでは、銀行がそろって住宅担保ローンを売ろうとしており、危険な兆候だと語っている。2003年にキンドルバーガーが亡くなったのち、サブプライム住宅ローン危機が起きた。

## 略歴
- 1910年 ニューヨーク市生まれ。
- 1932年 ペンシルベニア大学卒業（BA）。
- 1934年 コロンビア大学でMA取得。
- 1937年 コロンビア大学から博士号取得。
- 戦前からマサチューセッツ工科大学で教鞭をとり始める。
- 1948年 マサチューセッツ工科大学経済学教授。
- そのほか連邦準備制度理事会、連邦準備銀行（ニューヨーク）、国際決済銀行、アメリカ国務省などでの実務経験もある。
- 1978年 ドイツのキールにある世界経済研究所のハルムズ賞を獲得。
- 1981年 マサチューセッツ工科大学を退官。
- 1981年 ヴァーモント州のミドルバリー・カレッジの客員教授となる。
- 1984年 アメリカ経済学会会長。
- 2003年 マサチューセッツ州ケンブリッジにて死去（92歳）。

## 日本語訳著書
- 『國際短期資本移動論』（日本評論社, 1939年）
- 『ドル不足』（有斐閣, 1955年）
- 『外国貿易と国民経済』（春秋社, 1965年）
- 『国際経済学』（評論社, 1966年、再版1968年）
- 『経済発展論（上・下）』（好学社, 1968年、改訂版1981年）
- 『国際化経済の論理』（ぺりかん社, 1970年）
- 『多国籍企業――その理論と行動』（日本生産性本部, 1971年）
- 『金融恐慌は再来するか――くり返す崩壊の歴史』（日本経済新聞社, 1980年）
  - 『熱狂、恐慌、崩壊――金融恐慌の歴史』（日本経済新聞出版社, 2004年、増訂版2014年）
- 『大不況下の世界 1929-1939』（東京大学出版会, 1982年／増訂版 岩波書店, 2009年）
- 『インターナショナル・マネー』（産業能率大学出版部, 1983年）
- 『パワー・アンド・マネー――権力の国際政治経済の構造』（産業能率大学出版部, 1984年）
- 『金融センターの形成――比較経済史研究』（巌松堂出版, 1995年）
- 『国際資本移動論』（多賀出版, 1991年）
- 『経済大国興亡史 1500-1990』（上・下、岩波書店, 2002年／岩波現代文庫, 2024年9月）